# Angry Machines
Angry Machines je sedmé studiové album skupiny Dio. Jeho nahrávání probíhalo ve studiu Total Access v Redondo Beach v Kalifornii. Poprvé album vyšlo 4. října 1996 v Japonsku u vydavatelství Mercury Music Entertainment. V USA album pak vyšlo až 15. října u Mayhem Records. Album produkoval Ronnie James Dio.

## Seznam skladeb
| Pořadí | Název                 | Délka |
| ------ | --------------------- | ----- |
| 1.     | Institutional Man     | 5:00  |
| 2.     | Don't Tell the Kids   | 4:13  |
| 3.     | Black                 | 3:06  |
| 4.     | Hunter of the Heart   | 4:06  |
| 5.     | Stay Out of My Mind   | 6:57  |
| 6.     | Big Sister            | 5:27  |
| 7.     | Double Monday         | 2:50  |
| 8.     | Golden Rules          | 4:46  |
| 9.     | Dying in America      | 4:31  |
| 10.    | God Hates Heavy Metal | 3:45  |
| 11.    | This is Your Life     | 3:18  |

## Obsazení
- Ronnie James Dio – zpěv
- Tracy Grijalva – kytara
- Jeff Pilson – baskytara
- Vinny Appice – bicí
- Scott Warren – klávesy